# Stor-Nien
Stor-Nien är en sjö i Bollnäs kommun och Hudiksvalls kommun i Hälsingland och ingår i Nianåns huvudavrinningsområde. Sjön är 22 meter djup, har en yta på 5,17 kvadratkilometer och befinner sig 163,1 meter över havet. Sjön avvattnas av vattendraget Nianån. Den östra delen kallas även Finnsjön.

## Delavrinningsområde
Stor-Nien ingår i det delavrinningsområde (683178-154702) som SMHI kallar för Utloppet av Stornien. Medelhöjden är 231 meter över havet och ytan är 32,79 kvadratkilometer. Räknas de 6 avrinningsområdena uppströms in blir den ackumulerade arean 84,01 kvadratkilometer. Avrinningsområdets utflöde Nianån mynnar i havet. Avrinningsområdet består mestadels av skog (75 procent). Avrinningsområdet har 5,08 kvadratkilometer vattenytor vilket ger det en sjöprocent på 15,5 procent.